# 山本剣士
山本 剣士（やまもと けんし、1997年9月17日 - ）は、ジャパンラグビーリーグワンクボタスピアーズ船橋・東京ベイに所属するラグビー選手。

## プロフィール
- 兵庫県姫路市出身。
- ポジションはプロップ(PR)。
- 身長 186 cm、体重 115 kg
- 関西学生代表に選ばれたことがある[1]。

## 略歴
2016年、姫路工業高校卒業後、大阪体育大学に入る。
2020年、大阪体育大学卒業後、クボタスピアーズ(現・クボタスピアーズ船橋・東京ベイ)に加入。
2021年3月28日に行われたトップリーグ第5節相模原ダイナボアーズ戦にて先発出場で公式戦初出場を果たした。